# Aulan
Aulan település Franciaországban, Drôme megyében. Lakosainak száma 8 fő (2022. január 1.). Aulan La Rochette-du-Buis, Le Poët-en-Percip, Plaisians, Montbrun-les-Bains és Mévouillon községekkel határos.

## Népesség
A település népességének változása:
| Lakosok száma | 8    | 11   | 5    | 4    | 10   | 11   | 11   | 12   | 10   | 8    |
|               | 1968 | 1982 | 1990 | 2006 | 2013 | 2015 | 2017 | 2019 | 2020 | 2022 |